# Consejo de Comercio y Tecnología

Estados Unidos (naranja) y Unión Europea (verde)

El Consejo de Comercio y Tecnología, conocido como TTC por sus siglas en inglés (Trade and Technology Council) es un órgano político transatlántico que sirve como foro diplomático para coordinar las políticas comerciales y tecnológicas entre los Estados Unidos y la Unión Europea .  Está compuesto por diez grupos de trabajo, cada uno centrado en áreas políticas específicas.  La creación del TTC fue inicialmente anunciada por el presidente de los Estados Unidos, Joe Biden, y la presidenta de la Comisión Europea , Ursula von der Leyen, el 15 de junio de 2021. La agenda inicial se centró principalmente en la cooperación entre Estados Unidos y la UE en tecnología, sectores estratégicos, acceso a los mercados, comercio, valores democráticos y estado de derecho en el mundo digital También abordó temas como la resiliencia de la cadena de suministro, el orden comercial global y la agenda regulatoria en desarrollo de la UE, como la Ley de Servicios Digitales, la Ley de Mercados Digitales, la Ley de Datos y las Reglas de la Nube.   
El TTC estuvo liderado por cinco copresidentes de la Comisión Von der Leyen y de la administración Biden: la Vicepresidenta Ejecutiva de la Comisión Europea, Margrethe Vestager; el vicepresidente Ejecutivo de la Comisión Europea, Valdis Dombrovskis, el Secretario de Estado de los Estados Unidos, Antony Blinken, la Secretaria de Comercio de los Estados Unidos, Gina Raimondo, y la Representante Comercial de los Estados Unidos, Katherine. Tai. 

## Antecedentes
En el verano de 2020, Phil Hogan, quien en ese entonces ocupaba el cargo de comisionado de Comercio, se aproximó a la Administración de Trump con la propuesta de revitalizar la relación entre la Unión Europea y Estados Unidos. La piedra angular de esta iniciativa sería la creación de un Consejo de Comercio y Tecnología. Tanto Hogan como la Vicepresidenta Ejecutiva Margrethe Vestager respaldaron fervientemente este Consejo, que fue conocido como TTC. Su propósito sería coordinar aspectos comerciales, regulaciones y el establecimiento de estándares sobre tecnologías emergentes a través del Atlántico. Sin embargo, la propuesta de Bruselas recibió escasa atención por parte de la Administración Trump.
Casi al mismo tiempo, el 10 de septiembre de 2020, durante la presidencia alemana de la UE, se llevó a cabo el primer Diálogo Digital de Alto Nivel entre la UE y China. En este evento participaron cuatro comisarios europeos y cuatro altos funcionarios chinos. Fue el primer diálogo de Europa con una potencia tecnológica de gran envergadura y se enfocó en cinco áreas principales: el establecimiento de estándares de TIC, inteligencia artificial, seguridad de los productos vendidos en línea, impuestos sobre servicios digitales (DST) e investigación y desarrollo (I+D). A pesar de ello, se percibió que el ambiente estaba tenso y que, en Bruselas, se le atribuía un valor limitado a este diálogo. Desde entonces, no se ha convocado otra sesión del Diálogo Digital de Alto Nivel entre la UE y China.
Poco después, en el discurso sobre el estado de la Unión Europea de septiembre de 2020, Ursula von der Leyen, presidenta de la Comisión, expresó el interés de la UE en desarrollar una agenda comercial y tecnológica con la Casa Blanca, independientemente del resultado de las elecciones estadounidenses de 2020. Tras la victoria de Biden-Harris en noviembre de 2020, comenzaron a surgir llamados para un nuevo esfuerzo en la formación de una alianza entre Estados Unidos y la UE en el ámbito de la tecnología democrática. La UE lanzó una campaña mucho más intensiva para fomentar la cooperación. El 2 de diciembre de 2020, se publicó la comunicación "Una Nueva Agenda Transatlántica para un Cambio Global", que proponía el TTC como instrumento central para la colaboración en la relación. 
La Administración Biden logró avances significativos al alinearse con las posiciones de la UE en diversas áreas. Estados Unidos se reincorporó al Acuerdo Climático de París, a COVAX y la OMS, y mostró interés en volver al JCPOA . Además, la administración y la UE acordaron suspender aranceles durante cinco años valorados en 11.500 millones de dólares, derivados de la disputa entre Boeing y Airbus . Ambos lideraron los esfuerzos de la OCDE para establecer una tasa impositiva mínima del 15% para las empresas con ingresos anuales superiores a 750 millones de euros a partir de 2023 Esto generaría alrededor de 150 mil millones de euros en nuevos ingresos fiscales globales y redistribuiría más de 125 mil millones de dólares de ganancias imponibles, debido a la ubicación de la actividad económica. En conjunto, estos pasos tuvieron como objetivo eliminar el potencial conflicto de los impuestos sobre servicios digitales (DST) entre ambos lados del Atlántico.
Al mismo tiempo, el panorama político de Estados Unidos se alineaba con el de la UE en varios aspectos tecnológicos: En primer lugar, ambas partes están más cerca que nunca en cuestiones como la protección de datos y la privacidad, la moderación de contenidos y la seguridad en línea, así como en el poder de mercado de las plataformas en línea. En segundo lugar, tanto la UE como Estados Unidos manifestaron interés en una nueva política industrial centrada en evitar obstáculos en la cadena de suministro, reducir las emisiones climáticas y fomentar la tecnología verde. En tercer lugar, la conciencia sobre las trampas de conectividad, las vulnerabilidades en las cadenas de suministro y la interdependencia de la tecnología como arma se han convertido en una preocupación geoestratégica común tanto en Bruselas como en Washington .
A pesar de las propuestas de la Comisión, los cambios de política de la administración Biden y una mayor convergencia en la política digital y tecnológica, la Casa Blanca tardó en reaccionar ante la idea de TTC liderada por la Comisión. Hasta semanas antes de la Cumbre UE-EE. UU. del 15 de junio de 2021, no estaba claro si Estados Unidos respaldaría la iniciativa en absoluto. Antes de la Cumbre, Washington ejerció presión para lograr avances en un marco de acuerdo provisional sobre el Escudo de la Privacidad, que abriría el espacio para un mayor enfoque en cuestiones de control tecnológico (controles de exportación de doble uso, revisión de inversiones, proveedores confiables); política industrial, I+D y cadenas de suministro; y una mayor cooperación en materia de establecimiento de normas técnicas, tanto bilateralmente como en organismos internacionales como la Organización Internacional de Normalización (ISO), la Comisión Electrotécnica Internacional (IEC) y la Unión Internacional de Telecomunicaciones (UIT).
La incapacidad de que la visita de Biden a Bruselas generara el impulso necesario para alcanzar un acuerdo provisional sobre el Escudo de la Privacidad fue percibida como un contratiempo. Sin embargo, durante la Cumbre, el presidente Biden, la presidenta de la Comisión, von der Leyen, y el presidente del Consejo, Charles Michel, presentaron el TTC con el objetivo de
- expandir la relación bilateral de comercio e inversión;
- evitar nuevas barreras técnicas innecesarias al comercio;
- coordinar, buscar puntos comunes y fortalecer la cooperación global en tecnología, cuestiones digitales y cadenas de suministro;
- apoyar la investigación y los intercambios colaborativos;
- cooperar en el desarrollo de normas compatibles e internacionales;
- facilitar la política regulatoria y la cooperación en materia de aplicación y, cuando sea posible, la convergencia;
- promover la innovación y el liderazgo de las empresas estadounidenses y de la UE;
- y fortalecer otras áreas de cooperación.

Su meta última es "contribuir a la coordinación en organismos multilaterales... y participar en esfuerzos más amplios con socios de ideas afines, con el propósito de impulsar un modelo democrático de gobernanza digital". 

## Reuniones
| # | Fecha              | Ubicación                                 | Declaración        | Asistentes | Imagen |
| - | ------------------ | ----------------------------------------- | ------------------ | --- | ------ |
| 1 | 29 Septiembre 2021 | Pittsburgh , Pensilvania , Estados Unidos | UE, Estados Unidos | Copresidentes: - Secretario de Estado de Estados Unidos : Antony Blinken , - Secretaria de Comercio de Estados Unidos : Gina Raimondo , - Representante Comercial de EE.UU .: Katherine Tai , - Vicepresidenta ejecutiva de la Comisión Europea : Margrethe Vestager , - Vicepresidente ejecutivo de la Comisión Europea : Valdis Dombrovskis |        |
| 2 | 15-16 Mayo 2022    | París-Saclay , Francia                    | UE, Estados Unidos | Copresidentes: - Secretario de Estado de Estados Unidos : Antony Blinken , - Secretaria de Comercio de Estados Unidos : Gina Raimondo , - Representante Comercial de EE.UU .: Katherine Tai , - Vicepresidenta ejecutiva de la Comisión Europea : Margrethe Vestager , - Vicepresidente ejecutivo de la Comisión Europea : Valdis Dombrovskis Asistentes adicionales: - Comisario europeo : Thierry Breton |        |
| 3 | 5 Diciembre 2022   | College Park , Maryland , Estados Unidos  | UE, Estados Unidos | Copresidentes: - Secretario de Estado de Estados Unidos : Antony Blinken , - Secretaria de Comercio de Estados Unidos : Gina Raimondo , - Representante Comercial de EE.UU .: Katherine Tai , - Vicepresidenta ejecutiva de la Comisión Europea : Margrethe Vestager , - Vicepresidente ejecutivo de la Comisión Europea : Valdis Dombrovskis Asistentes adicionales: - Thea Lee , subsecretaria adjunta de Trabajo de Estados Unidos , - Ministro de Tecnologías de la Información y las Comunicaciones de Jamaica, Floyd Green , - Eliud Owalo, secretario del Gabinete de Información, Comunicación y Economía Digital de Kenia |        |
| 4 | 30-31 Mayo 2023    | Luleå , Suecia                            | UE, Estados Unidos | Copresidentes: - Secretario de Estado de Estados Unidos : Antony Blinken , - Secretaria de Comercio de Estados Unidos : Gina Raimondo , - Representante Comercial de EE.UU .: Katherine Tai , - Vicepresidenta ejecutiva de la Comisión Europea : Margrethe Vestager , - Vicepresidente ejecutivo de la Comisión Europea : Valdis Dombrovskis Asistentes adicionales: - Comisario europeo : Thierry Breton |        |

### Reunión inaugural de Pittsburgh de septiembre de 2021

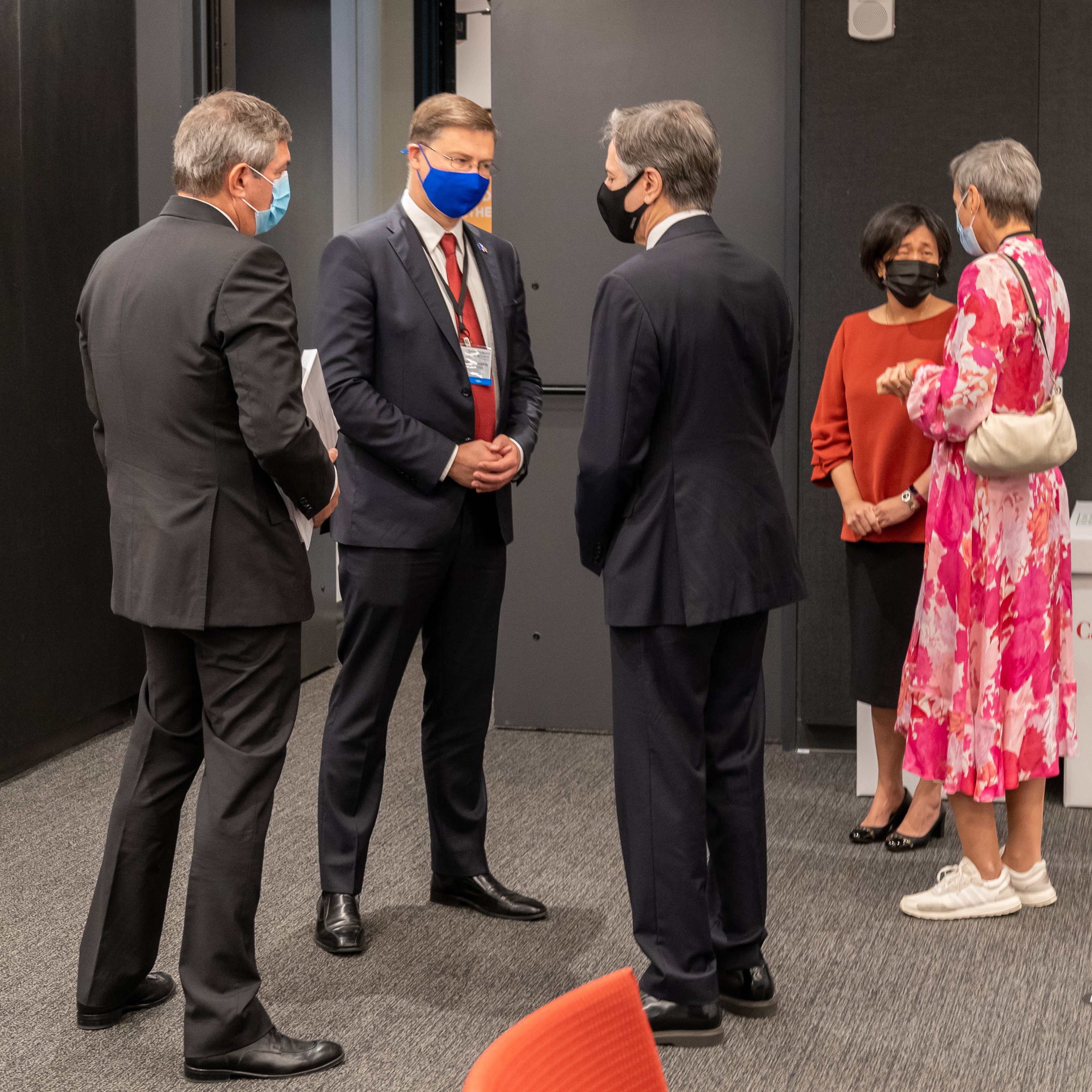
Reunión del TTC en Pittsburgh, EE. UU., el 29 de septiembre de 2021

La primera reunión del TTC tuvo lugar los días 29 y 30 de septiembre de 2021 en Pittsburgh .  La organización inicial de la reunión fue cuestionada después de que el 15 de septiembre de 2021 se estableciera el pacto de seguridad entre Estados Unidos, Australia y el Reino Unido, conocido como AUKUS. Este acuerdo llevó a Australia a cancelar un contrato de submarinos diésel de la clase Attack valorado en 56 mil millones de euros con Francia, dándole al proveedor francés apenas unas pocas horas de preaviso antes de la cancelación. Como respuesta, los franceses llevaron a cabo una campaña para posponer la reunión programada del TTC.
En un episodio de diplomacia intensiva, Thierry Breton, Comisario de Industria francés y, en cierto sentido, representante del gobierno francés viajó a Washington D. C. el 20 de septiembre para abordar las cadenas de suministro y el futuro de las relaciones entre la UE y Estados Unidos. A pesar del anuncio realizado por Breton de que Estados Unidos levantaría las restricciones de viaje relacionadas en el COVID para el 9 de noviembre, una concesión improvisada a Europa diseñada para aliviar los efectos por AUKUS, Breton solicitó una “pausa y reinicio” de las relaciones transatlánticas, reflejando la postura de París.  Sólo gracias a los fuertes esfuerzos de la Comisión y una coalición de Estados miembros del Centro y del Norte en una reunión del COREPER el 25 de septiembre de 2021 se pudo mantener en marcha la reunión en Pittsburgh.
Los días 29 y 30 de septiembre, los cinco copresidentes se congregaron durante dos jornadas en Pittsburgh para dar vida al TTC. La reunión se inauguró con un pequeño encuentro de partes interesadas en Mill 19, una antigua acería reconvertida que ahora funciona como incubadora de startups. Los planes originales de celebrar una conferencia de prensa al finalizar el primer día fueron desechados tras el incidente de AUKUS. La reunión generó una declaración conjunta de 17 páginas que incluye cinco anexos y detalla una hoja de ruta para futuros trabajos. En términos generales, tanto el alcance como la ambición del TTC, establecidos en la Declaración Conjunta de Pittsburgh (con sus 10 grupos de trabajo abordando una variedad de cuestiones tecnológicas) superaron las expectativas.  Cada uno de los diez grupos de trabajo del TTC se centra en problemáticas específicas:
- Estándares tecnológicos
- Clima y tecnología sostenible
- Cadenas de suministro seguras
- Tecnologías de la Información y las Comunicaciones y Servicios (TICS). Seguridad y Competitividad
- Plataformas tecnológicas y de gobernanza de datos
- Uso indebido de la tecnología que amenaza la seguridad y los derechos humanos
- Controles de exportación
- Evaluación de inversiones
- Fomento del acceso y uso de herramientas digitales por parte de las pequeñas y medianas empresas (pymes)
- Desafíos del comercio global[16] [17]

No obstante, persistieron notables ausencias. En primer lugar, obviaron la cuestión de las leyes antimonopolio y la Ley de Mercados Digitales, retirándola del TTC y situándola en el Diálogo Conjunto sobre Política de Competencia Tecnológica UE-EE. UU., por separado. En segundo lugar, la TTC dejó en gran medida sin abordar los dos puntos conflictivos de los datos: el Escudo de Privacidad y el acceso a datos extraterritoriales bajo la Ley CLOUD de EE. UU., indicando diferencias entre los dos socios.

### Segunda Reunión

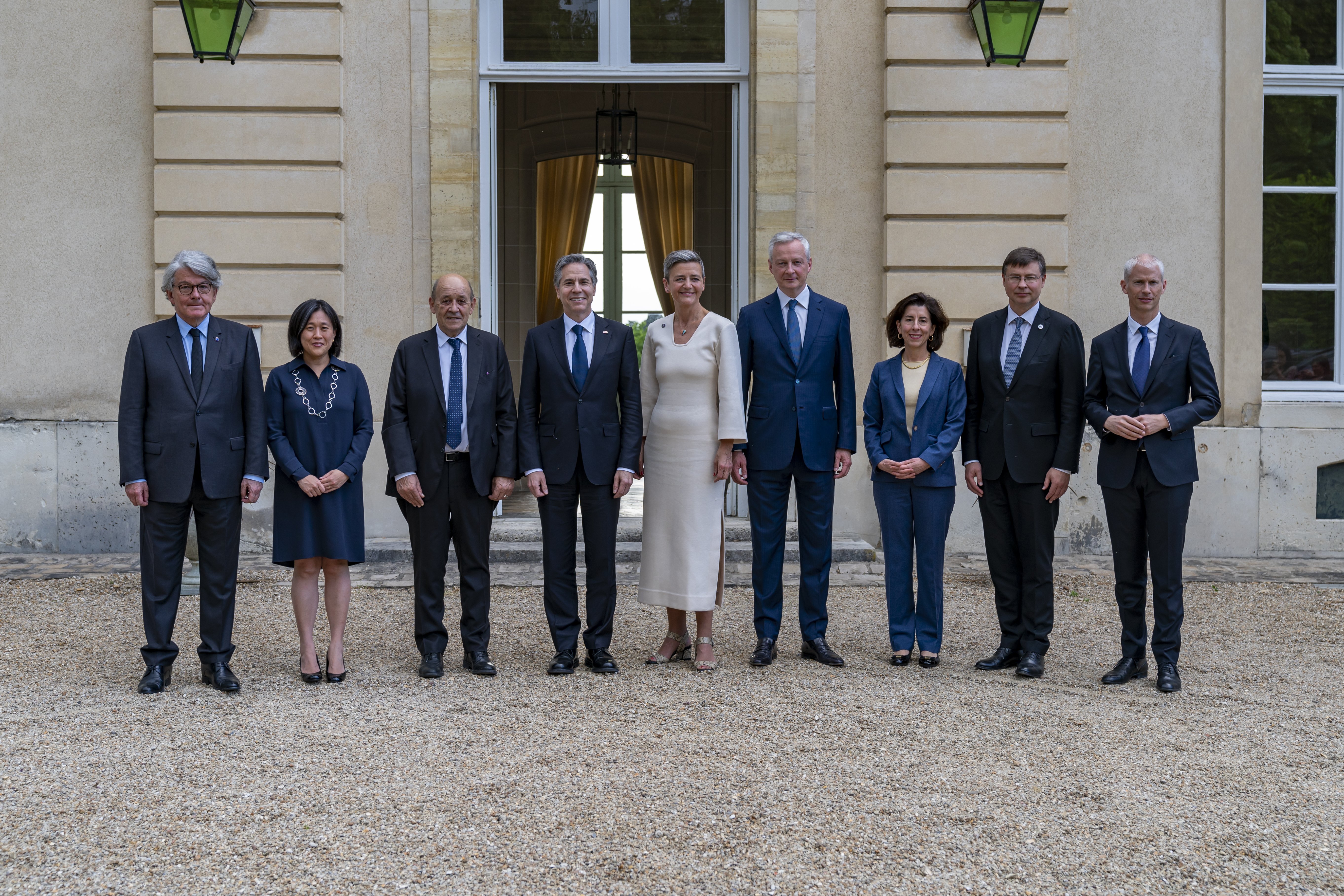
Reunión del TTC en París, Francia, el 15 de mayo de 2022

La Declaración Conjunta establece que la segunda reunión del TTC tendría lugar en el segundo trimestre de 2022, y ambas partes han indicado que se llevará a cabo en Europa durante la Presidencia francesa de la UE. Hay especulaciones de que la reunión se celebrará en Francia y reflejará las prioridades de París, específicamente en cuanto a investigación y desarrollo (I+D) y la política industrial relacionada con la producción de chips. Otras áreas que probablemente recibirán mayor atención incluyen: tecnología verde, infraestructura segura en la nube y espacios de datos industriales, apoyo a las pequeñas y medianas empresas(pymes), temas más profundos sobre la gobernanza tecnológica, infraestructura (especialmente en relación con las prioridades alemanas del G7), y cuestiones comerciales globales, que han ganado relevancia en la agenda del TTC en las últimas semanas. Si tiene éxito, a medio plazo el TTC podría abordar cuestiones relacionadas con la realidad aumentada/virtual (AR/VR), computación cuántica y tecnología blockchain, así como la gobernanza de Internet NextGen.
Además de fortalecer la cooperación bilateral, gran parte de la segunda reunión consideró el contexto geopolítico más amplio, centrándose particularmente en la guerra de Rusia en Ucrania .   

### Tercera Reunión

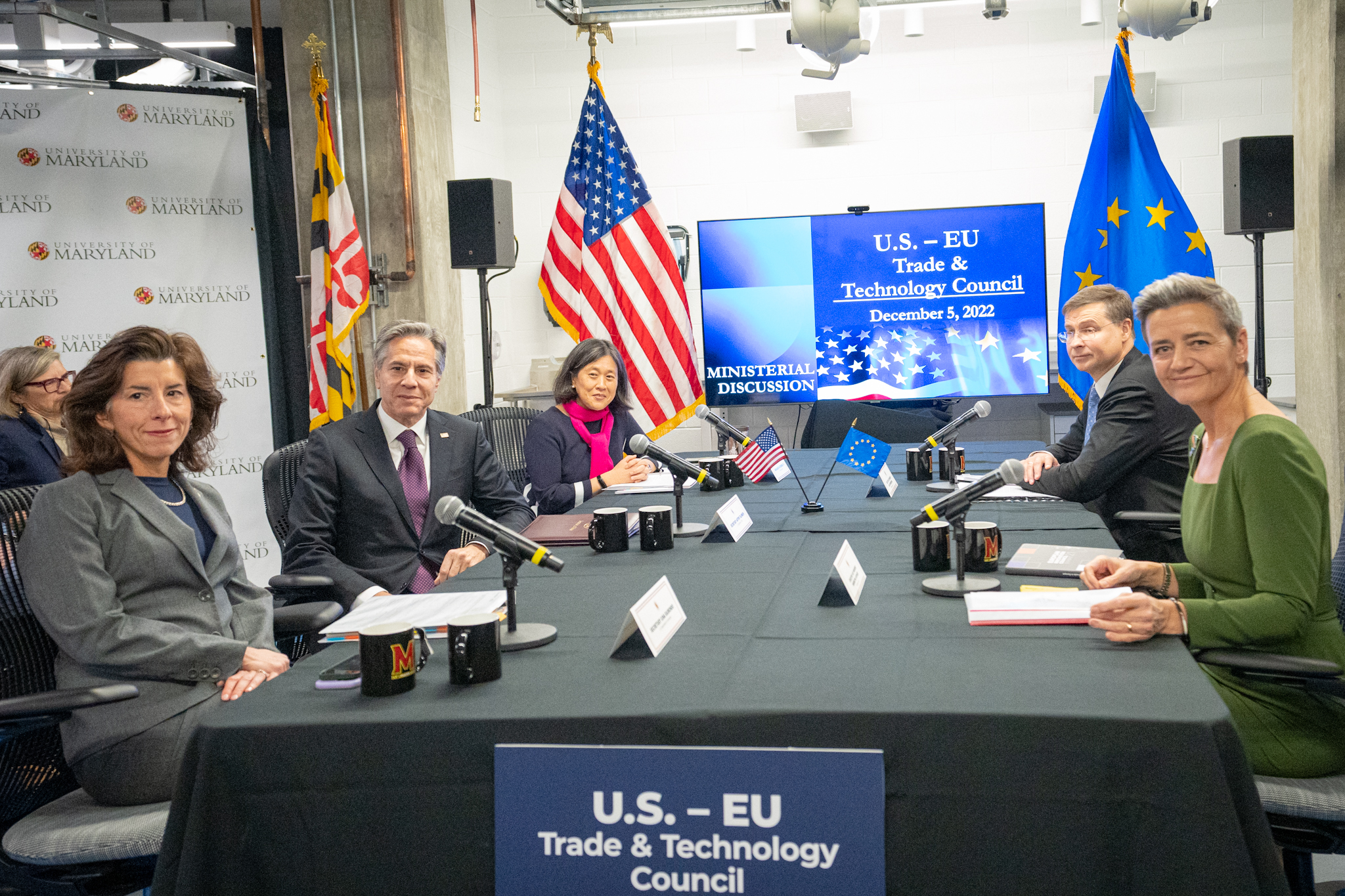
La Reunión Ministerial de la TTC en la Universidad de Maryland el 5 de diciembre de 2022

La tercera Reunión Ministerial del Consejo de Comercio y Tecnología tuvo lugar en College Park, Maryland.   